# Карр, Сара Роуз
Са́ра Ро́уз Карр (13 ноября 1984, Калифорния, США) — бывшая американская актриса, игравшая в детском возрасте. Играла в семейных комедийных фильмах. Наиболее известны её роли в комедии с Арнольдом Шваценеггером — «Детсадовский полицейский» и младшей дочери в семье Ньютонов в фильмах «Бетховен» и «Бетховен 2».

## Биография
В 2003 году окончила Нью-Колледж в штате Флорида.

## Фильмография
| Год       |   | Русское название         | Оригинальное название | Роль               |
| --------- | - | ------------------------ | --------------------- | ------------------ |
| 1988—1997 | с | Розанна                  | Roseanne              | Ребёнок            |
| 1990      | ф | Детсадовский полицейский | Kindergarten Cop      | Эмма               |
| 1991      | ф | Отец невесты             | Father of the Bride   | Энни Бэнкс (7 лет) |
| 1992      | ф | Бетховен                 | Beethoven             | Эмили Ньютон       |
| 1992      | ф | Домработница             | Homewrecker           | Дана Уитсон        |
| 1993      | ф | Бетховен 2               | Beethoven's 2nd       | Эмили Ньютон       |
| 1995      | ф | Четыре бриллианта        | The Four Diamonds     | Стэйси Милард      |

## Награды и номинации
- Победы:
  - Молодой актёр:
    - Outstanding Young Ensemble Cast in a Motion Picture — Эмма (Детсадовский полицейский)
- Номинации:
  - Молодой актёр:
    - Best Young Actress Under Ten in a Motion Picture — Эмили Ньютон (Бетховен)
    - Best Performance by a Youth Ensemble in a Motion Picture — Эмили Ньютон (Бетховен 2)